# NGC 1521
NGC 1521 (другие обозначения — ESO 550-11, MCG -4-10-15, PGC 14520) — эллиптическая галактика (E) в созвездии Эридан.
Этот объект входит в число перечисленных в оригинальной редакции «Нового общего каталога».
В галактике имеется горячее газовое галактическое гало.